# Мірча Кертереску
Мірча Кертереску (рум. Mircea Cărtărescu; *1 червня 1956, Бухарест) — румунський поет, прозаїк, есеїст.

## Біографія
Закінчив філологічний факультет Бухарестського університету (1980). Дебютував як поет в журналі «Літературна Румунія» в 1978. В 1980-1989 викладав мову і літературу, працював у Спілці письменників, видавав журнал «Критичні листки». З 1991 викладає в alma mater. У 1994-1995 був запрошеним професором в Амстердамському університеті. У 1999 захистив дисертацію про постмодернізм в румунській літературі. Перекладав зарубіжну поезію (Чарлз Сімік).

## Твори

### Поезія
- Фари, вітрини, фотографії / Faruri, vitrine, fotografii (1980, премія Союзу письменників)
- Вірші про любов / Poeme de amor (1982)
- Всі / Totul (1984)
- Левант / Levantul (1990, премія Союзу письменників, 1998)
- Любов / Dragostea (1994)
- 50 сонетів / 50 de sonete de Mircea Cărtărescu cu cincizeci de desene de Tudor Jebeleanu (2003)

### Проза
- Сон / Visul (1989, премія Румунської академії, номінація на премію Латинського союзу, номінація на премію Медічі за найкращу іноземну книгу)
- Травесті / Travesti (1994, премія Союзу письменників)
- Засліплений, том перший. Ліве крило / Orbitor, Aripa stângă (1996, перший том романної трилогії)
- Щоденник 1990—1996 / Jurnal 1990—1996 (2001)
- Засліплений, том другий. Тіло / Orbitor, Corpul (2002)
- Енциклопедія драконів / Enciclopedia zmeilor (2002)
- За що ми любимо жінок / De ce iubim femeile (2004, збірка новел і есе)
- Щоденник, том другий (1997-12003) / Jurnal II, 1997—2003 (2005)
- Засліплений, том третій. Праве крило / Orbitor, Aripa dreaptă (2007)

## Визнання
Премії та нагороди:
- Премія Вілениці (2011)
- Австрійська державна премія з європейської літератури (2015)[4]
- Лейпцизька книжкова премія за внесок до європейського взаєморозуміння (2015)[5]
- Премія Томаса Манна (2018)[6]
- Премія Форментор (2018)[7]

Книги Кертереску перекладені 23 мовами.